# Појединачни плодови
Појединачни плодови (или прости) су у ботаници они плодови који настају само из једног плодника. У једном цвету се може налазити више појединачних плодова ако се ради о апокарпији, као што је то случај код представника породице љутића.
Група појединачних плодова се даље дели на две подгрупе: пуцајуће и непуцајуће плодове.

## Примери
Просте плодове имају: љутић, кандилка, кукурек, божур, луцерка, као и неке детелине и друге биљке.